# Baccalà alla Bras
Il baccalà alla Bras (Bacalhau à Brás) è una ricetta tipica della cucina portoghese e di Macao in cui l'ingrediente principale è il baccalà. Facile da prepararsi è una ricetta molto popolare in quasi tutto il territorio portoghese.
In alcune zone del questo piatto si trova scritto sui menu come bacalhau à Braz, con la zeta finale, dovuto al fatto che l'inventore della ricetta, il proprietario di una taverna del Bairro Alto di nome Braz, scriveva così il suo cognome con una grafia in uso.
Nelle zone vicine alla frontiera con la Spagna, si possono incontrare varietà di questa ricetta col nome di bacalhau dourado.

## Caratteristiche
Gli ingredienti di questo piatto tipico sono il baccalà sotto sale e l'uovo che si sbatte e si mescola con delle patate fritte tagliate molto fini e cipolla fritta. Quando si serve, si guarnisce con prezzemolo e olive nere.